# Piero Gheddo
Piero Gheddo (Tronzano Vercellese, 10 marzo 1929 – Cesano Boscone, 20 dicembre 2017) è stato un missionario, giornalista e scrittore italiano.

## Biografia
Figlio di Giovanni Gheddo e Rosetta Franzi, e primo di tre fratelli, ha frequentato il seminario diocesano di Moncrivello, in provincia di Vercelli, poi è entrato nel Pontificio istituto missioni estere (PIME) nel 1945 ed è stato ordinato sacerdote nel 1953.
È stato fra i fondatori dell'Editrice Missionaria Italiana (EMI) nel 1955 e di Mani Tese nel 1963. Dal 1994 è direttore dell'Ufficio storico del PIME a Roma. Ha diretto la rivista "Mondo e Missione" dal 1959 al 1994), è stato fondatore e direttore dell'agenzia d'informazione "Asia News" nel 1987, ha anche diretto la rivista per i giovani "Italia Missionaria", dal 1953 al 1958 e dal 1975 al 1991).
Padre Gheddo ha collaborato con numerosi giornali italiani, tra i quali Avvenire, L'Osservatore Romano, Il Giornale, Gente, Epoca, Famiglia Cristiana e Messaggero di Sant'Antonio. Dal 1993 al 1995 ha presentato il Vangelo della domenica su Rai 1. Nel 1988 ha condotto per tre mesi, da ottobre a dicembre, su Radio 2, la rubrica religiosa Parole di vita.
Il 18 febbraio 2006 ha avuto inizio la causa di beatificazione dei genitori di Padre Gheddo, Rosetta Franzi e Giovanni Gheddo. La prima è morta nel 1934 di parto gemellare e di polmonite a 32 anni, il secondo nel dicembre del 1942 a 42 anni, durante la seconda guerra mondiale in Russia, alla quale partecipò come capitano d'artiglieria della divisione Cosseria. Ricevuto l'ordine di ritirarsi mentre il 17 dicembre 1942, avrebbe potuto mettersi in salvo con i suoi soldati, rimase invece nell'ospedaletto da campo con i feriti intrasportabili, al posto del suo giovane sottotenente, al quale così salvò la vita. Per questo atto eroico gli fu assegnata la medaglia al valor militare. Insieme a lui volle rimanere con i feriti nell'ospedaletto anche padre Pio Chiesa (Montà d'Alba, Cuneo 1897 - Krasnj 1942), cappellano gesuita poi disperso e medaglia d'argento al valor militare. Piero Gheddo parla di questi fatti nel suo libro Il testamento del capitano. Mio padre Giovanni disperso in Russia nel 1942 (2008).
Gheddo era noto per la sua attività di missionario-giornalista e per le sue prese di posizione contro la guerra del Vietnam e a favore del movimento no-global. Ha proposto di boicottare le Olimpiadi in Cina del 2008 per liberare la Birmania. A causa di problemi di salute dal 2014 si trovava presso la Fondazione Sacra Famiglia di Cesano Boscone. È morto la mattina del 20 dicembre 2017 all'età di 88 anni.

## I suoi viaggi extraeuropei
Padre Gheddo ha compiuto innumerevoli viaggi in tutti i continenti, che racconta nei suoi libri e nei suoi interventi alla radio o in televisione.
- 1964-1965 (dal 5 novembre al 3 gennaio): India, Bhutan, Pakistan occ. e or.
- 1966 (dal 10 giugno al 6 agosto): Brasile, Amazzonia brasiliana, Guyana francese.
- 1967-1968 (dal 25 novembre al 1º febbraio): Thailandia, Vietnam, Cambogia, Hong Kong, Filippine.
- 1969 (dal 3 giugno al 4 agosto): Sudan, Etiopia, Kenya, Uganda, Ruanda, Zaire (Congo), Tanzania.
- 1970 (dall'8 giugno al 26 luglio) : Cuba, Messico, Guatemala.
- 1972 (dal 3 al 28 agosto): Argentina, Cile.
- 1973 (dal 9 aprile al 16 maggio): Thailandia, Hong Kong, Cina.
- 1973 (dal 3 al 27 dicembre): Thailandia, Vietnam.
- 1974 (dal 26 agosto al 7 settembre): Etiopia, Congo (Zaire), Ghana, Marocco.
- 1975 (dal 1º giugno al 5 luglio): Angola, Sudafrica, Swaziland, Mozambico.
- 1976-1977 (dal 13 dicembre al 6 gennaio): Ciad, Camerun, Guinea Equatoriale (spagnola).
- 1977-1978 (dal 1º dicembre al 3 gennaio): India.
- 1978 (dal 27 giugno al 19 luglio): Etiopia, Somalia.
- 1979 (dall'11 gennaio al 15 febbraio): Amazzonia brasiliana, Colombia, Panama, Nicaragua, El Salvador, Messico.
- 1979 (dall'11 novembre al 12 dicembre): Sudafrica, Rhodesia (Zimbabwe), Zambia, Namibia.
- 1980 (dall'8 luglio al 7 agosto): Hong Kong, Cina, Papua Nuova Guinea.
- 1980 (dal 15 novembre al 26 novembre): Uganda.
- 1981 (dal 28 aprile al 6 giugno): Argentina, Brasile, Mato Grosso, Paraguay, Amazzonia brasiliana.
- 1982 (dal 2 al 23 giugno):  India, Pakistan.
- 1983 – 1984 (dal 28 dicembre al 16 gennaio): Thailandia, Birmania.
- 1983 (dal 28 giugno al 13 luglio): Stati Uniti, Canada.
- 1985 (dal 4 al 23 gennaio): Costa d'Avorio, Burkina Faso.
- 1985 (dal 9 luglio al 20 agosto): Filippine, Hong Kong, Giappone.
- 1986 (dal 15 al 23 maggio): Etiopia, Eritrea.
- 1986 (dal 22 luglio al 20 agosto): Hong Kong, Giappone, Corea del Sud.
- 1987-1988 (dal 18 dicembre all'8 gennaio): Guinea-Bissau.
- 1989 (dal 26 gennaio al 23 febbraio): Ecuador, Colombia, Perù.
- 1990 (dal 10 gennaio al 7 febbraio): India, Sri Lanka.
- 1991 (dal 16 giugno all'8 luglio): Mozambico.
- 1992 (dal 9 al 30 maggio): Uruguay, Brasile.
- 1992 (dall'8 al 29 ottobre): Repubblica Dominicana, Haiti.
- 1993 (dall'8 al 23 febbraio): Thailandia, Birmania, Hong Kong, Cina, Filippine.
- 1993 (dal 24 aprile al 1º maggio): Brasile.
- 1994 (dal 4 al 19 gennaio): Hong Kong, Filippine.
- 1994 (dall'11 al 18 febbraio): Somalia, Gibuti.
- 1994 (dal 5 al 12 maggio): Israele.
- 1994 (dal 31 ottobre al 22 novembre): Tanzania, Burundi, Ruanda, Congo (Zaire).
- 1995 (dal 19 febbraio al 23 marzo): Brasile.
- 1995 (dal 13 al 20 maggio): Egitto, Israele, Giordania.
- 1996 (dal 13 gennaio al 10 marzo): Amazzonia brasiliana, Brasile, Paraguay.
- 1996 (dal 7 al 15 maggio): Turchia.
- 1996 (dall'8 luglio al 5 agosto): Brasile, Colombia.
- 1997 (dal 9 febbraio al 3 marzo): Guinea-Bissau.
- 1997 (dal 28 aprile al 24 maggio): Stati Uniti, Canada, Messico.
- 1998 (dal 18 al 28 aprile): Libano, Siria.
- 2000 (dal 30 settembre al 25 ottobre): Taiwan, Hong Kong, Cina, Thailandia, Cambogia.
- 2001 (dal 19 gennaio al 1º febbraio: Brasile.
- 2001 (dal 2 al 23 settembre): Bangladesh.
- 2002 (dal 31 gennaio al 21 febbraio): Thailandia, Birmania, Cina.
- 2003 (dal 30 gennaio al 18 febbraio): Singapore, Indonesia.
- 2004 (dal 3 al 21 febbraio): Malaysia, Borneo malese, Brunei.
- 2005 (dall'8 febbraio al 1º marzo): India.
- 2005-2006 (dall'8 dicembre al 2 gennaio): Senegal, Mali, Guinea-Bissau.
- 2006 (dicembre): Libia
- 2007 (dicembre): Camerun

## Opere
Padre Gheddo ha scritto più di 80 libri, con una trentina di traduzioni all'estero.
- Il risveglio dei popoli di colore EMI, 1956
- Giornalismo missionario in Italia EMI, 1958
- Pionieri del West Pime, 1958
- Le avventure di un missionario Pime, 1959
- Il Pontificio Istituto Missioni Estere Pime, 1959
- Popoli ricchi e popoli affamati Pime, 1962
- L'Occidente cristiano e i Paesi in via di sviluppo Pime, 1962
- La Chiesa e le culture non cristiane Pime, 1962
- Il Concilio Ecumenico e le missioni Pime, 1962
- Il Papa della bontà (Giovanni XXIII) Pime, 1963
- L'opera missionaria ed ecumenica di Giovanni XXIII Pime, 1963
- Fame nel mondo EMI, 1964
- Concilio e Terzo Mondo Centurion - EMI, 1964
- Il problema della fame. Documenti pontifici EMI, 1965
- Il difficile cammino dell'India Massimo, 1967
- Cattolici e buddisti nel Vietnam Valsecchi, 1968
- Terzo mondo perché povero Pime, 1971
- Processo alle missioni Pime, 1971
- La giustizia nel mondo: la Chiesa si interroga Mani Tese, 1971 (con Toaldo)
- L'anima della politica Mani Tese, 1971
- Razzismo: cancro del nostro tempo EMI, 1971 (con Carrea e Toaldo)
- Dove va la Cina EMI, 1972
- Cile: una Chiesa nella rivoluzione Gribaudi, 1973
- Vietnam cristiani e comunisti Sei, 1976
- Cambogia: rivoluzione senza amore Sei, 1976
- Popolo della vita. Madre Teresa a Milano EMI, 1977 (con Padre Girardi)
- Lettere dal Vietnam EMI, 1979
- Vietnam Cambogia: non stiamo a guardare EMI, 1979  (con Colombo e Pecorari)
- Puebla: una Chiesa per il 2000 EMI, 1979  (con Padre Girardi)
- Lettere dalla Cina EMI, 1981
- I popoli della fame EMI, 1982
- Mazzucconi di Woodlark EMI 1983
- Testimoni della missione, Elledici 1983
- Missione Oceania (Il Beato Giovanni Mazzucconi) Paoline, 1984
- Marcello dei lebbrosi, De Agostini, 1984
- Fame e coscienza cristiana, EMI 1984
- La mia vita per le Filippine (p. Tullio Favali) Pime, 1986
- Contro la fame dona la vita Emi, 1987
- Lorenzo Bianchi di Hong Kong De Agostini, 1988
- Quale animazione missionaria, EMI 1989
- Pime una proposta per la missione, EMI 1989
- Il Vangelo delle 7.18 EMI, 1990
- Il Vangelo delle 7.19 EMI, 1990
- Prima del sole. L'avventura missionaria di Clemente Vismara EMI, 1991
- Possiamo ancora dirci Cristiani? Paoline, 1991
- Nel nome del Padre Bompiani, 1992 (con Brambilla)
- Otto minuti di Vangelo in Tv Piemme, 1993
- Vangelo e sviluppo dei popoli, versione Cuamm 1983
- Marcello Candia manager dei poveri Paoline, 1994
- Gesù su Raiuno Piemme, 1994
- Pianeta Giovani. La crisi non esiste Città nuova, 1994
- Dio viene sul fiume (P. Augusto Gianola) EMI, 1994
- Il missionario sull'elefante (racconti) Marna, 1995
- Padre Pilota, Giuseppe Panizzo in Papua Nuova Guinea, EMI 1995
- Lettere dalla Birmania, San Paolo 1995
- Missione Brasile, EMI 1996
- Lettere dall’Amazzonia, San Paolo 1996
- Missionario, un pensiero al giorno, Piemme 1997
- Il Vescovo del sorriso, Pimedit 1997
- Dai Nostri inviati speciali – 125 anni di Mondo e Missione, EMI 1997
- Le religioni dell’uomo, Del Noce 1998
- Missione Amazzonia, EMI 1998
- PIME in North America – Fifty Years – Impact and Presence, Pime World Press 1998
- In missione per cercare Dio -Lettere di Augusto Gianola, San Paolo 1998
- Clemente , missionario in Birmania, Centro Ambrosiano 1998
- Padre Leopoldo Pastori, Pime 1998
- Perché un ospedale cattolico, Piemme 1998
- Il Cancelliere dei Lebbrosi, EMI 1998
- Missione America, EMI 1998
- La tentazione di credere, Piemme, 1999 (con Paolo Grieco)
- Missione Bissau (50 anni del Pime in Guinea Bissau), EMI, 1999
- L'Africa di Rosetta (Rosetta Gheddo, 34 anni in Zaire), EMI, 2000
- Pime, 150 anni di missione, EMI, 2000
- Il santo col martello (Felice Tantardini) EMI, 2000
- La buona novella, Marna, 2000
- Paolo Manna, fondatore della Pontificia Unione Missionaria EMI, 2001
- Davide e Golia. I cattolici e la sfida della globalizzazione San Paolo, 2001
- Il testamento del Capitano. Lettere di Giovanni Gheddo dall'URSS San Paolo, 2002
- Carlo Salerio, missionario in Oceania EMI, 2002
- La Missione continua. Cinquant'anni a servizio della Chiesa e del terzo mondo San Paolo, 2003
- Alfredo Cremonesi, un martire del nostro tempo EMI, 2003
- Cesare Pesce , una vita per il Bengala EMI, 2004
- Clemente Vismara, il santo dei bambini (a cura di) EMI, 2004
- Questi santi genitori, San Paolo 2005
- Marcello Zago, CittaNuova 2005
- Questi santi genitori: i Servi di Dio Rosetta Franzi e Giovanni Gheddo San Paolo, 2005
- Marcello Zago, il missionario laico del dialogo con i non cristiani Editrice dei missionari OMI, 2005
- Leopoldo Pastori, il missionario monaco della Guinea Bissau EMI, 2006
- Missione Birmania, 140 anni del Pime in Myanmar EMI, 2007
- La sfida dell'Islam all'Occidente San Paolo, 2007
- Il Vescovo Partigiano, EMI 2007
- Il sogno di Padre Alfredo, (coautore Giuseppe Pagliari), San Paolo, 2009
- Vangelo e sviluppo dei popoli, Timone 2009
- Ho tanta fiducia. 80 anni in 80 domande al missionario più famoso d'Italia, San Paolo, 2009
- La Buona Novella, Marna 2009
- Missione Bengala. I 155 anni del Pime in India e Bangladesh, EMI, 2010
- Augusto Colombo, EMI 2011
- Meno male che Cristo c'è. Vangelo, sviluppo e felicità dell'uomo, (coautore Gerolamo Fazzini), Torino, Edizioni Lindau, 2011
- Fatto per andare lontano, EMI 2012
- Missione senza se e senza ma, EMI 2013
- Fare felici gli infelici, EMI 2014
- Inviato speciale ai confini della fede. La mia vita di missionario giornalista, (coautore Gerolamo Fazzini), EMI, 2016

## Premi
- Premio Campione d'Italia (1972)